# Кмітливий Ганс
«Кмітливий Ганс» (нім. Der gescheite Hans) — казка, опублікована братами Грімм у збірці «Дитячі та сімейні казки» (1812, том 1, казка 32). Згідно з класифікацією казкових сюжетів Аарне-Томпсона має номер 1685 та 1696.

## Сюжет
Ганс навідується до Ґретель, яка дарує йому голку, яку він згодом встромлює у копицю сіна. За словами його матері, йому треба було голку в рукав запхати, однак Ганс робить так з наступним подарунком Ґретель — ножем. Але цього разу мати каже, що ножа треба було в кишеню класти. Коли Ґретель дарує йому козеня, Ганс кладе його до кишені, а кусень сала, який він отримав згодом, прив'язує до шнурочка. Отримавши теля, Ганс висаджує його на голову, а коли Ґретель хоче піти до нього в гості, Ганс бере її на налигач і заводить до хліва, де прив'язує до жолоба. Мати каже, що тепер вони мусять очі від сорому ховати. Ганс розуміє це дослівно і вибирає всім телятам і вівцям очі, які надійно заховує. Ґретель все бачить, зривається з прив'язі й тікає, але так що врешті стає Гансові за жінку.

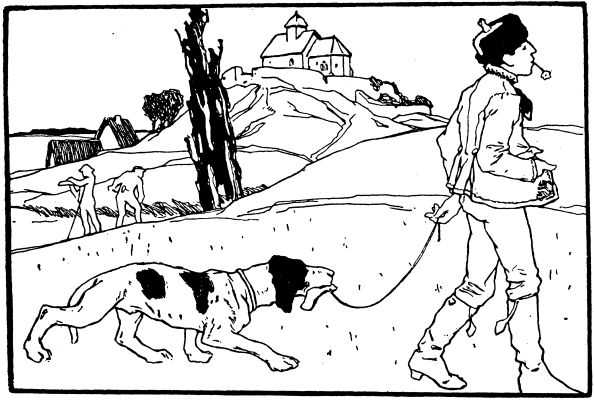
Ілюстрація 1909 року